# Achille Tramarin
Achille Tramarin (Padova, 12 agosto 1946 – Padova, 30 giugno 2017) è stato un politico italiano.

## Biografia
Docente di storia dell'arte, fu il fondatore e primo segretario della Liga Veneta, a sua volta il primo movimento dell'indipendentismo veneto.
Alle politiche del 1983 viene eletto deputato, e alla richiesta di lasciare il direttivo da parte di Franco Rocchetta, uno dei leader della Liga, oppone un secco rifiuto. Tramarin indice un congresso per conto suo e dopo una battaglia legale e parlamentare esce dalla Liga per fondare la Liga Veneta Serenissima.
Marilena Marin, futura moglie di Rocchetta, diventa segretaria del partito al suo posto.